# Ladyhawke (artist)
Phillipa Brown, mer känd under sitt artistnamn Ladyhawke, född 14 juli 1979 i Masterton, är en nyzeeländsk sångerska och låtskrivare. Hon var tidigare med i banden Two Lane Blacktop och Teenager.

## Karriär

### Tidiga åren
Hon växte upp i Masterton, en stad i regionen Wellington på den södra delen av Nya Zeelands norra ö. Hon kom från en musikalisk familj där hennes mor var sångerska och gitarrist och hennes styvfar var trummis. Hon spelade i flera band under sin skoltid. Efter gymnasiet flyttade hon till landets huvudstad Wellington.
Brown fick den neuropsykiatriska diagnosen Aspergers syndrom när hon var i tjugoårsåldern. Hon har tillskrivit aspergerdiagnosen som en orsak till hennes starka musikaliska intresse redan som barn.

### Two Lane Blacktop & Teenager
I Wellington bildade hon bandet Two Lane Blacktop tillsammans med några vänner. I bandet spelade hon gitarr. Bandet upplöstes efter att deras trummis lämnat det bara två dagar innan de skulle genomföra en turné i Australien tillsammans med det amerikanska bandet Modey Lemon. Efter det tog hon beslutet att flytta till Melbourne i Australien. 
Ett tag efter sin flytt till Melbourne fick hon en förfrågan av den australiensiska musikern Nick Littlemore om att gå med i hans nystartade band Teenager. Hon tyckte om bandets musik och beslöt sig för att gå med i det. De spelade tillsammans i två år. Under tiden flyttade hon till Sydney för att komma närmre bandet.

### Ladyhawke
Hon bestämde sig sedan för att lämna Teenager och satsa på en solokarriär. Hon tog artistnamnet Ladyhawke från filmen med samma namn. Hennes självbetitlade debutalbum släpptes den 22 september 2008 och toppade albumlistan i Nya Zeeland. Albumet certifierades dessutom platinum i Nya Zeeland för 15 000 sålda exemplar. Albumet lyckades bra även utomlands och certifierades guld i både Australien och Storbritannien. Den mest lyckade singeln "My Delirium" nådde topp 10-placeringar i både Nya Zeeland och Australien. Vid ARIA Music Awards år 2009 vann hon pris för både bästa debutalbum med Ladyhawke och bästa debutsingel med "My Delirium". Hon var även nominerad för bästa soloartist vid NME Awards. Mellan den 10 september och den 3 oktober 2009 turnerade hon i USA med den norska sångerskan Ida Maria.
Ett andra studioalbum med titeln Anxiety skulle egentligen ha släppts i oktober 2011 men blev framflyttat till mars 2012.

## Diskografi

### Album
- 2008 – Ladyhawke
- 2012 – Anxiety

### Singlar
- 2008 – Back of the Van
- 2008 – Paris Is Burning
- 2008 – Dusk Till Dawn
- 2008 – My Delirium
- 2009 – Magic
- 2012 – Black White & Blue